# South Burlington High School
South Burlington High School, souvent abrégée SBHS, est une école secondaire publique américaine, située à South Burlington dans le Vermont. L'équipe sportive nommée « les Rebelles » (en anglais, « Rebels ») représentent le lycée, et les couleurs officielles sont le bleu et le gris. En 2004 ont été recensés 985 élèves fréquentant l'établissement.

## Vie étudiante

### Activités sportives
L'équipe sportive d'athlétisme de South Burlington High School est connue sous le nom des « Rebelles » (en anglais, « Rebels »), basée principalement à Burlington, la plus grande ville de l'État du Vermont. En raison de la connotation négative des soldats des États confédérés du Nord des États-Unis, la mascotte, qui représentée l'équipe et qui apparaissait à chaque début de match entre 1980 et 1995, a été enlevée mais l'école continue de porter ce surnom. L'établissement dispose d'un stade ultramoderne et d'une piste de course. L'équipe de hockey sur glace joue à l'extérieur du campus de Dorset Park en allant fréquenter le C. Douglas Cairns Arena de la ville de South Burlington, où d'autres lycées et collèges y jouent leurs matchs à domicile. Les principaux rivaux sportifs de South Burlington High School sont Essex Junction High School de la Division 1 de la Metropolitan Collegiate Athletic Conference, Champlain Valley Union High School, Burlington High School, Mount Mansfield Union High School, Bellows Free Academy de Saint Albans et Rice Memorial High School, l'école privée catholique.
Le coach de baseball Jack Leggett et les lanceurs Mike Rochford, Owen Ozanich (Franco-Américain) et Casey Harman sont des élèves notables des « Rebels ».
L'école a remporté de nombreux championnats du Vermont dans presque tous les sports.